# 제16회 모스크바 국제 영화제
제16회 모스크바 국제 영화제는 1989년 7월 7일부터 1989년 7월 18일까지 열린 시상식이다.

## 심사관
- 안제이 바이다
- 조지 군드
- 에미르 쿠스투리차
- 이르지 멘젤
- 아파르나 센
- 장이머우

## 수상 및 후보

### 대상
- Ladri di saponette - Maurizio Nichetti 수상

### 여우주연상
- 아제아제 바라아제 - 강수연 수상